# Asienmesterskabet i håndbold 2017 (kvinder)
Asienmesterskabet i håndbold for kvinder 2017 var den 16. udgave af asienmesterskabet i håndbold for kvinder. Turneringen blev afholdt i arenaen West Suwon Chilbo Gymnasium i Suwon i Sydkorea, som var værtsland for anden gang, men det var første gang, at mesterskabet blev spillet i Suwon.
Mesterskabet blev vundet af værtslandet Sydkorea, som dermed vandt asienmesterskabet for tredje gang i træk og 13. gang i alt. Sejren blev sikret i anden halvleg af finalen mod Japan, hvor koreanerne efter at have været bagud med 11-15 ved pausen på en forrygende anden halvleg vendte det truende nederlag til en sikker sejr på 30-20. Og dermed måtte japanerne for andet mesterskab i træk nøjes med sølvmedaljerne efter finalenederlag til Sydkorea. Bronzemedaljerne gik til Kina, som i bronzekampen besejrede Kasakhstan med 34-26.
Turneringen fungerede også som den asiatiske del af kvalifikationen til VM i 2017, og holdene spillede om tre ledige pladser ved VM-slutrunden, som tilfaldt de tre medaljevindende hold: Sydkorea, Japan og Kina.

## Deltagende hold
- Sydkorea
- Kina
- Iran
- Maldiverne - meldte afbud
- Japan
- Kasakhstan
- Usbekistan
- Hongkong
- Vietnam

## Resultater

### Indledende runde
I den indledende runde er de otte hold opdelt i to grupper med fire hold. Hver gruppe spiller en enkeltturnering alle-mod-alle, og de to bedst placerede hold i hver gruppe går videre til semifinalerne.
Oprindeligt blev Maldiverne placeret i gruppe A og Vietnam i gruppe B, men efter at Maldiverne meldte afbud, blev Vietnam flyttet til gruppe A, så der var lige mange hold i de to grupper

#### Gruppe A
| Dato      | Kl.   | Kamp               | Res.      | Pause |
| --------- | ----- | ------------------ | --------- | ----- |
| 13. marts | 14:15 | Kina – Iran        | 33–80     | 17-31 |
| 13. marts | 16:30 | Sydkorea – Vietnam | 1148–1100 | 22-70 |
| 15. marts | 14:15 | Vietnam – Kina     | 10–40     | 15-18 |
| 15. marts | 16:30 | Iran – Sydkorea    | 22–44     | 09-23 |
| 17. marts | 14:15 | Iran – Vietnam     | 31–33     | 11-14 |
| 17. marts | 16:30 | Sydkorea – Kina    | 43–24     | 21-13 |

| Hold     | Kampe | Mål       | Point |
| -------- | ----- | --------- | ----- |
| Sydkorea | 3     | 135-571   | 6     |
| Kina     | 3     | 197-610   | 4     |
| Vietnam  | 3     | 1154-1190 | 2     |
| Iran     | 3     | 161-110   | 0     |

#### Gruppe B
| Dato      | Kl.   | Kamp                    | Res.  | Pause |
| --------- | ----- | ----------------------- | ----- | ----- |
| 14. marts | 14:15 | Kasakhstan – Usbekistan | 35–22 | 14-13 |
| 14. marts | 16:30 | Japan – Hongkong        | 37–70 | 17-51 |
| 16. marts | 14:15 | Hongkong – Kasakhstan   | 13–35 | 17-15 |
| 16. marts | 16:30 | Usbekistan – Japan      | 16–39 | 17-16 |
| 18. marts | 14:15 | Usbekistan – Hongkong   | 29–19 | 13-10 |
| 18. marts | 16:30 | Japan – Kasakhstan      | 28–14 | 11-11 |

| Hold       | Kampe | Mål       | Point |
| ---------- | ----- | --------- | ----- |
| Japan      | 3     | 104-371   | 6     |
| Kasakhstan | 3     | 84-63     | 4     |
| Usbekistan | 3     | 67-93     | 2     |
| Hongkong   | 3     | 1139-1010 | 0     |

### Slutspil
Semifinalerne havde deltagelse af de fire hold, som sluttede blandt de to bedste i deres indledende gruppe.
| Dato        | Kl.   | Kamp                  | Res.  | Pause |
| Semifinaler |       |                       |       |       |
| 20. marts   | 16:30 | Sydkorea – Kasakhstan | 41–20 | 20-10 |
| 20. marts   | 18:45 | Japan – Kina          | 27–26 | 12-12 |
| Bronzekamp  |       |                       |       |       |
| 22. marts   | 14:15 | Kasakhstan – Kina     | 26–34 | 12-16 |
| Finale      |       |                       |       |       |
| 22. marts   | 16:30 | Sydkorea – Japan      | 30–20 | 11-15 |

#### Placeringskampe
Placeringskampene havde deltagelse af de fire hold, som sluttede som nr. 3 eller 4 i deres indledende gruppe.
| Dato               | Kl.   | Kamp                 | Res.  | Pause |
| Semifinaler        |       |                      |       |       |
| 20. marts          | 12:00 | Vietnam – Hongkong   | 30–24 | 14-10 |
| 20. marts          | 14:15 | Usbekistan – Iran    | 29–28 | 14-11 |
| Kamp om 7.-pladsen |       |                      |       |       |
| 21. marts          | 14:15 | Hongkong – Iran      | 18–31 | 7-14  |
| Kamp om 5.-pladsen |       |                      |       |       |
| 21. marts          | 16:30 | Vietnam – Usbekistan | 29–41 | 13-17 |

## Rangering
| Plac.  | Hold       |
| ------ | ---------- |
| Guld   | Sydkorea   |
| Sølv   | Japan      |
| Bronze | Kina       |
| 4.     | Kasakhstan |
| 5.     | Usbekistan |
| 6.     | Vietnam    |
| 7.     | Iran       |
| 8.     | Hongkong   |

|  | Kvalificeret til VM i håndbold 2017 |